# Anoplolepis litoralis
Anoplolepis litoralis är en myrart som beskrevs av Arnold 1958. Anoplolepis litoralis ingår i släktet Anoplolepis och familjen myror. Inga underarter finns listade i Catalogue of Life.